# Mauro Meacci

Wappen von Mauro Meacci

Mauro Meacci OSB (* 4. November 1955 in Pisa) ist ein italienischer Benediktinermönch und Abt der Territorialabtei Subiaco.

## Leben
Mauro Meacci trat der Ordensgemeinschaft der Benediktiner bei und empfing am 11. Juli 1988 die Priesterweihe. Er wurde am 10. Februar 1996 zum Abt von Subiaco gewählt.